# Paul III Anton Esterházy

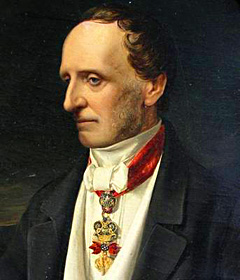
Paul III Anton Esterházy

Paul III Anton Esterházy van Galántha (10 maart 1786 – Regensburg 21 mei 1866), Hongaars Esterházy Pál Antál, prins Esterházy, was een Oostenrijks-Hongaars diplomaat en politicus.
Als diplomaat onderhield hij geregeld contact met Felix zu Schwarzenberg en Klemens von Metternich. Gedurende de napoleontische oorlogen diende hij als secretaris op de Oostenrijkse ambassade te Londen en na 1807 onder Metternich te Parijs. Hij diende vervolgens als Oostenrijks ambassadeur in Nederland en van 1815 tot 1842 in Groot-Brittannië. Bij de kroning van Karel X van Frankrijk (1824) en de Conferentie van Londen (1830-1838) vertegenwoordigde hij Oostenrijk als buitengewoon ambassadeur.
Hij werd in 1848 minister van Buitenlandse Zaken in het liberale Hongaarse kabinet van Lajos Batthyány, waar hij in een lastig parket geraakte door zijn dubbele loyaliteit aan de Hongaarse zaak enerzijds en de Habsburgers anderzijds. Ten gevolge van de anti-Habsburgse koers van minister-president Lajos Kossuth trad hij reeds in september af.
De rest van zijn leven bracht hij teruggetrokken en in relatieve armoede door, daar door zijn verkwistende gedrag het majoraat1 van de familie in 1860 onder curatele moest worden gesteld.
1. erfgoed dat onverdeeld op de oudste zoon moet overgaan